# Robbins (Tennessee)
Robbins es un lugar designado por el censo ubicado en el condado de Scott en el estado estadounidense de Tennessee. En el Censo de 2010 tenía una población de 287 habitantes y una densidad poblacional de 63,43 personas por km².

## Geografía
Robbins se encuentra ubicado en las coordenadas 36°21′13″N 84°35′2″O / 36.35361, -84.58389. Según la Oficina del Censo de los Estados Unidos, Robbins tiene una superficie total de 4.52 km², de la cual 4.52 km² corresponden a tierra firme y (0%) 0 km² es agua.

## Demografía
Según el censo de 2010, había 287 personas residiendo en Robbins. La densidad de población era de 63,43 hab./km². De los 287 habitantes, Robbins estaba compuesto por el 99.65% blancos, el 0% eran afroamericanos, el 0% eran amerindios, el 0% eran asiáticos, el 0% eran isleños del Pacífico, el 0% eran de otras razas y el 0.35% pertenecían a dos o más razas. Del total de la población el 0.7% eran hispanos o latinos de cualquier raza.